# Trịnh Tráng
 (octobre 2018).
Si vous disposez d'ouvrages ou d'articles de référence ou si vous connaissez des sites web de qualité traitant du thème abordé ici, merci de compléter l'article en donnant les références utiles à sa vérifiabilité et en les liant à la section « Notes et références ».
Trịnh Tráng (1577-1654), connu également sous le nom du prince Thanh Do (vietnamien : Thanh Đô Vương), est le maires du palais du Đại Việt (ancêtre du Viêt Nam) de la dynastie Lê et chef de la famille des Trịnh. Il règne de 1623 à 1657.

## Empereur
- Lê Thần Tông
- Lê Chân Tông